# 傑爾扎尼夫卡 (奧列夫斯克區)
51°4′2″N 27°47′44″E / 51.06722°N 27.79556°E
傑爾扎尼夫卡（烏克蘭語：Держанівка），是烏克蘭北部的村莊，隸屬日托米爾州的科羅斯滕區。該村始建於1840年，面積0.35平方公里，海拔高度206米，2001年人口57，人口密度每平方公里162.86人。